# 관좡역 (베이징 지하철 바퉁선)
관좡역(중국어: 管庄站, 계획 건설단계에서는 양자역(杨闸站)으로 불림)은 베이징 차오양구에 위치한 베이징 지하철 바퉁선의 지하철역으로 역 번호는 BT06이다. 이 역의 영문표기는 2019년 12월판 노선도에서 Guaan Zhuang으로 변경되었으며, 이는 15호선 관좡역(关庄站)과 구별을 위함이다.
한어병음으로 표기할 경우 관좡역(管庄站)은 동일한 발음과 다른 성조의 15호선 관좡역(关庄站)과 같은 명칭이 된다.(한글 표기 역시 “관”으로 동일하다.) “Guǎn”을 “Guaan”으로 표기하는 것은 국어라마자에서 “사성모음쌍사(上声母音双写)” 규칙을 인용한 것이라 하였으나, 그러나 “Guǎn”은 실제 국어라마자 표기법에서 “Goan”으로 표기되어야 한다.

## 스크린도어
본역은 2012년 8월 9일부터 난간형 스크린도어 설치에 들어갔다. 2012년 9월말에 스크린도어 설치 공사가 완료되었다.

## 역 구조

### 층별 구조
| 지상 2층 | 상대식 승강장, 오른쪽 출입문이 열림      | 상대식 승강장, 오른쪽 출입문이 열림 | 상대식 승강장, 오른쪽 출입문이 열림 |
| 지상 2층 | ← ■ 바퉁선 핑궈위안(1호선) 방면(솽차오)  |                                     |                                     |
| 지상 2층 | → ■ 바퉁선 유니버설리조트 방면(바리차오) |                                     |                                     |
| 지상 2층 | 상대식 승강장, 오른쪽 출입문이 열림      |                                     |                                     |
| 지상 1층 | 대합실                                   | 고객 센터, 자동 매표기, 출입 게이트 |                                     |
| 지하 1층 | 출구                                     |                                     |                                     |

## 위치
이 역은 징퉁 쾌속로에 위치한다.
- 스크린도어 설치전 관좡역
- 퉁저우구에서 촬영된 관좡역(하) 및 기타역
- 관좡역 외관

## 출구
이 역에는 4개의 출구가 있다.: 서북(A), 서남(D), 동북(B), 동남(C)
|              |                                     |
| 출구         | 출구 인근                           |
| 出口 · A · 1 | 젠궈로(建国路)(북측)                |
| 出口 · A · 2 | 젠궈로(북측)                        |
| 出口 · A · 3 | 젠궈로(남측)                        |
| 出口 · A · 4 | 젠궈로(남측)                        |
| 出口 · B · 1 | 젠궈로(북측), 솽차오 동로(双桥东路) |
| 出口 · B · 2 | 젠궈로(남측), 솽차오 동로           |